# Hugo De Grauwe
Hugo De Grauwe (Merchtem, 13 april 1954) is een Belgisch voormalig gewichtheffer en powerlifter.

## Levensloop
De Grauwe begon zijn sportieve carrière als kaatser bij een Merchtemse kaatsclub. In deze sport won hij in 1976 de Gouden Kaats. In 1972 startte hij daarnaast met gewichtheffen, ook studeerde hij omstreeks deze periode voor licentiaat lichamelijke opvoeding.
In 1980 nam hij deel aan de Olympische Zomerspelen te Moskou. Zijn deelname bleek evenwel geen succes. Bij zijn eerste twee pogingen liet hij het aanvangsgewicht vallen en bij de derde en laatste beurt tuimelde hij met gewicht en al achterover. Na de olympische Spelen maakte hij de overstap naar het powerliften. In deze sport behaalde hij tal van medailles en ereplaatsen. Zo won hij tweemaal brons op de wereldkampioenschappen in de gewichtsklasse -100kg, met name in 1985 en 1986. Ook behaalde hij een zilveren (1984 bij de -90kg) en drie bronzen medailles (1982 bij de -90kg, 1986 bij de -100kg en 1987 bij de -100kg) op de Europese kampioenschappen. Op zijn 63e, na een afwezigheid van circa 20 jaar in het wedstrijdcircuit werd hij Europees kampioen bij de masters in de klasse -105kg bij de +60-jarigen. Daarbij vestigde hij tevens een Europees record (squat 212,5 kg en totaal 577,5 kg).
De Grauwe heeft zijn eigen powerliftingclub, het in 1982 opgerichte Physical Power Club te  Merchtem. In oktober 2020 werd bij hem borstkanker vastgesteld, die zich had vastgezet op het bot. Zijn zoon Rik is eveneens actief in het powerlifting.